# Werner Ladwig
Werner Ladwig (* 18. August 1899 in Halle (Saale); † 23. März 1934 in Dresden) war ein deutscher Dirigent.

## Leben
Werner Ladwig war ein Sohn des Kaufmanns Carl Ladwig. Er besuchte die Latina in Halle und studierte Philosophie, Kunstgeschichte und Musikwissenschaft an den Universitäten Halle und Leipzig. Paul Graener war sein Lehrer in der Kompositionsklasse, und Otto Lohse im Dirigieren. Sein erstes Engagement war von 1921 bis 1924 als Kapellmeister und Korrepetitor an der Oper in Duisburg. Von 1924 an war er für vier Jahre Landesmusikdirektor in Oldenburg (Oldenburg), und von 1929 bis 1931 Operndirektor in Königsberg (Preußen).
Ladwig war Freimaurer und ab 1929 Mitglied der Königsberger Loge Zum Todtenkopf und Phoenix.
1931 wurde er zum Generalmusikdirektor der Mecklenburgischen Staatskapelle Schwerin berufen. Hier widmete er sich besonders der zeitgenössischen Musik, so 1931 mit der Uraufführung von Paul Graeners Oper Friedemann Bach. 1932 leitete er die Uraufführung von Mark Lothars Bearbeitung der Oper von Joseph Haydn Die Welt auf dem Monde, die von mehreren Rundfunksendern übertragen wurde. 1932 dirigierte er Aufführungen von Friedrich von Flotows Oper Alessandro Stradella, Paul Hindemiths Cardillac und Hans Pfitzners Christelflein. Im selben Jahr 1932 besorgte er die Uraufführung von Robert Alfred Kirchners Requiem Opfergang mit dem Schweriner Gesangverein.
Wegen seines Eintretens für moderne Musik wurde er als „Nichtarier“ denunziert. Auch deshalb verließ er Ende 1932 Schwerin und nahm eine Berufung zum Ersten Kapellmeister der Dresdner Philharmonie an. Er starb nach einer zweimaligen schweren Operation.